# Gradina (gmina Gacko)
Gradina (cyr. Градина) – wieś w Bośni i Hercegowinie, w Republice Serbskiej, w gminie Gacko. W 2013 roku liczyła 106 mieszkańców.